# Дель
Дель (фр. Delle) — коммуна, административный центр кантона Дель в департаменте Территория Бельфор в регионе Бургундия — Франш-Конте Франции.
Через коммуну протекает река Аллен. Расположена на границе с Швейцарией, к северо-западу от швейцарской коммуны Поррантрюи, к востоку от Монбельяра, к юго-востоку от Бельфора.

## Транспорт

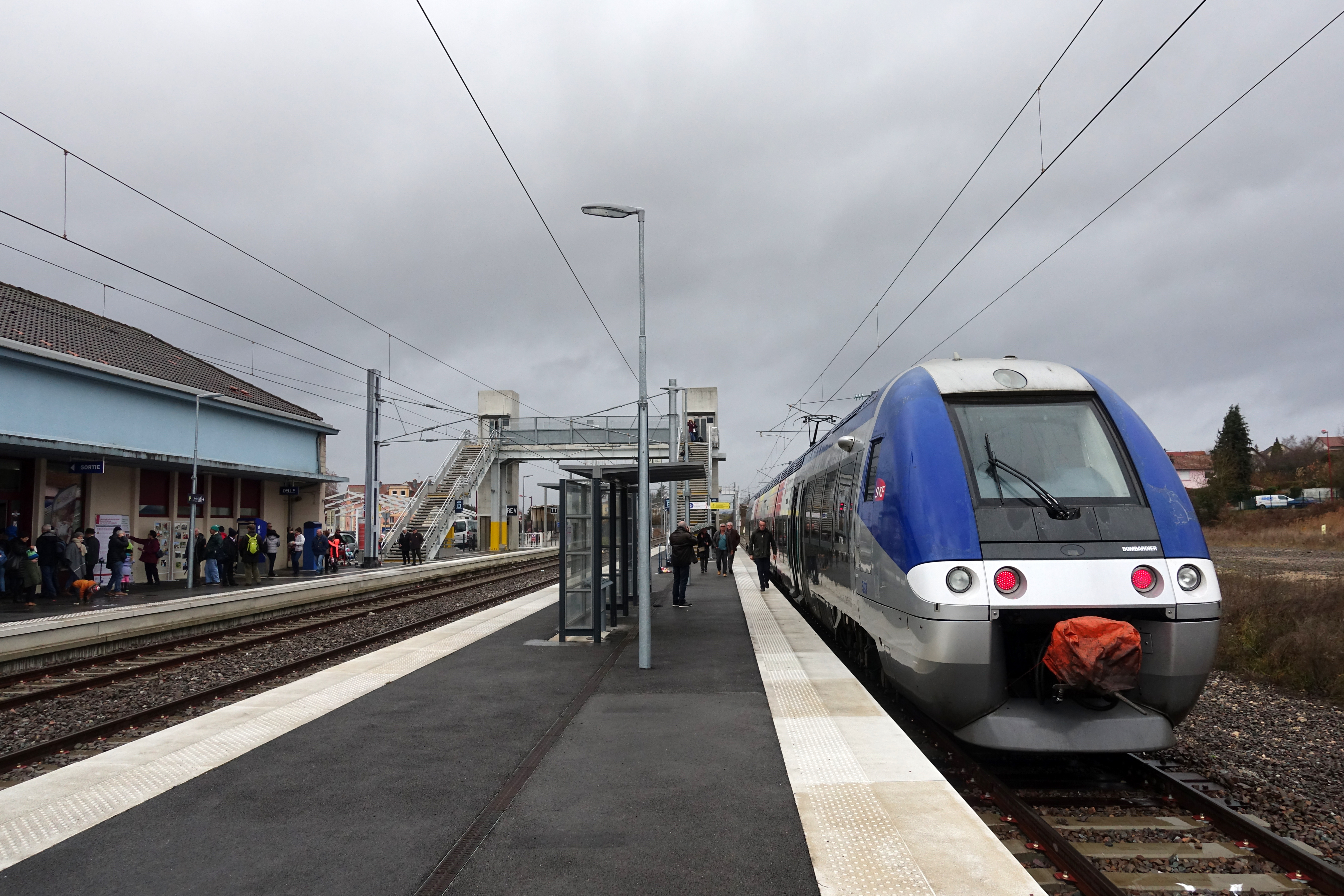
Станция Дель (станция)

Железнодорожная станция Дель, открытая в 1868 году, является конечной станцией французской линии Бельфор — Дель, введённой в эксплуатацию в 1868 году, и швейцарской железной дороги Дель — Делемон, введённой в эксплуатацию в 1872 году.